# レント (ミュージカル)
『レント』（RENT）は、アメリカ合衆国のミュージカル。1996年2月13日、オフブロードウェイのニューヨーク・シアター・ワークショップで初演された。大成功のうち同年4月29日、ブロードウェイのネダーランダー劇場に舞台を移して商業公演が始まった。以来12年4か月で連続上演5140回という、歴代11位のロングラン公演記録を残し、ブロードウェイの『レント』は2008年9月7日に幕を下ろした。
現在でもアメリカ合衆国内では"RENT"はツアーとして各地で地方公演が行われているほか、日本を含む15カ国で各国語版の『レント』が上演されてきた。また、ハリウッドで映画化もされ、アメリカ合衆国では2005年11月、日本では翌2006年4月に劇場公開された。

## 概要
『レント』は、プッチーニのオペラ『ラ・ボエーム』の甘く美麗な世界（1830年から1831年のパリ・カルチエラタン）を現代の粗暴な喧噪の中（1989年から1990年のニューヨーク・イーストヴィレッジ）に置き換えるという構想のもと、ジョナサン・ラーソンが作詞・作曲・脚本を担当し、ほぼ独力で書き上げたミュージカルである。
1996年2月13日、オフブロードウェイのニューヨーク・シアター・ワークショップで開幕、同年4月29日にはブロードウェイに舞台を移して成功を収めた。同年度のトニー賞ミュージカル部門で最優秀作品賞、最優秀脚本賞、最優秀オリジナル作曲賞、最優秀助演男優を受賞、またピューリッツァー賞ドラマ部門でも最優秀作品賞を受賞した。
NBCの朝番組"TODAY"の生中継(2005年8月4日)で映画版キャストがロックフェラープラザにて劇中歌を歌った際、司会者は『レント』のことを「史上、最も成功したミュージカル」(註:当時において)と評した。
『レント』は、音楽的には「X世代」や「MTV世代」のロックミュージックと伝統的なブロードウェイミュージカルとの融合を意図したものであり、またプロットとしては現代都市社会のさまざまな若者の生き方を基調としている。エスニックマイノリティ（少数民族）、セクシャルマイノリティ(性的少数者）、麻薬中毒や HIV/AIDSなどといった、それまでの主流派ミュージカルでは敬遠されていた人々や題材を幅広く取り上げている点でも画期的な作品である。
『レント』が都市伝説的人気を得るようになった理由のひとつとして、原作・作詞・作曲・脚本を手がけたジョナサン・ラーソンの今や神話的となった「事情」が挙げられる。ラーソンは7年の歳月をかけて彼の最初のミュージカルである本作を書き上げたが、その開幕を目前にしたプレビュー公演初日の1996年1月25日未明、見逃されていたマルファン症候群に起因する胸部大動脈瘤破裂によって35歳で急死した（詳細は下記「伝説とエピソード」の項を参照）。
なお、『レント』には熱狂的なファンが世界中に多く存在し、彼らは「レントヘッド」と呼ばれている。

## ストーリー

### 第一幕
1991年12月24日、ニューヨークのイーストヴィレッジ。映像作家を自称するマークは、元ロックミュージシャンのロジャーと廃ビルの一室に暮らしている。マークは恋人であったモーリーンに最近振られたばかり。彼女の新しい恋人はエリート女性弁護士のジョアンだ。
元ルームメイトで今はビルのオーナーのベニーから「滞納している」家賃の支払いを求められ、払えなければ退去だと宣告される。家賃はいらないという約束を覆すベニーに、二人は家賃を払わないと誓う。
一方、もう一人の元ルームメイトであるコリンズは暴漢に襲われたところをエンジェルと名乗る青年に助けられる。二人はお互いがHIVポジティブであることを知り、エンジェルはコリンズをディナーに誘う。
マークはモーリーンから呼び出され、ロジャーに薬をきちんと飲むよう告げて出ていく。ロジャーはかつての恋人エイプリルをHIVを遠因として失い、自身もまたHIVポジティブとなっていた。部屋に引きこもり、死ぬ前に「ただ一曲」を作ろうともがいている。
ミミと名乗る女性がやってきて、マークと勘違いして扉を開けたロジャーに対してキャンドルに火をつけてほしいと頼む。ロジャーは彼女がドラッグ中毒であることを見抜き、キャンドルの火を与えずドラッグの袋を取り上げようとするが、結局ミミに取り返されてしまう。
マークがたくさんの食料や生活必需品を持って帰ってきて、一緒にやって来たコリンズがスポンサーだとエンジェルを紹介する。彼――「彼女」はドラァグクィーンだった。
ベニーが家賃を請求しに来るが、今夜のモーリーンのパフォーマンスを止めてくれれば家賃なしで敷地に新しく建設するサイバースタジオに住まわせると言って去る。
マークはコリンズやエンジェルとともに、ライフサポートの集会に参加する。一方誘いを断ったロジャーは、ライフサポートの参加者の1人と同じ「本当なら3年前に死んでいた」という思いを一人の部屋で抱いていた。
その時突然やってきたミミにロジャーは誘惑されるが、HIVポジティブであることから受け入れられず突き放す。ロジャーはしかしこのまま尊厳を失くし生きるのだろうかと自分に問いかけ、ミミを追いかけ部屋を出る。
街に溢れるホームレスの一人を助けたマークは逆に罵倒される。コリンズとエンジェルに励まされ、少し元気を取り戻したマークを見送り、二人きりになったコリンズとエンジェルは、お互い恋に落ちていることを確認する。
ジョアンは複数の電話対応に追われている。街ではホームレスがクリスマスなど関係ないと嘆いている。エンジェルとコリンズは路上の服屋で新しいコートを探す。マークとロジャーは道端で落ち合い、ミミを薬売りから引きはがしてディナーに誘う。ベニーは妻のアリソンに、パフォーマンスを止められなかったことを電話で嘆くが、今夜サイバースタジオの出資者であるアリソンの父親が来ると知り慌てる。
それぞれの思いが交錯するなか、雪が降り出し、モーリーンのパフォーマンスが始まろうとしていた。
モーリーンのパフォーマンスの後、彼らはライフカフェでディナーを楽しむが、そこにいたベニーと対立する。
ベニーを追い出したあと、抗HIV薬（AZT）を飲む時間であることを告げるアラームが鳴り響く。アラームのひとつはミミのものであった。ロジャーとミミはお互いがHIVポジティブであること、そしてお互いの気持ちを確認して二人きりで店を出ていく。
ジョアンが、ベニーが空き地を封鎖し、ホームレスたちがそれに抗議をしている、という報せを持ってくる。残ったメンバーは再びバカ騒ぎを続け、一方外ではロジャーとミミがキスを交わす。

### 第二幕
キャスト全員が横一列になって「Seasons Of Love」を歌った後、物語が続く。
大晦日、マーク達は封鎖された廃ビルに再び乗り込む。ロジャーとミミ、コリンズとエンジェルはそれぞれ愛を確かめ合い、クリスマスイブに喧嘩をしたモーリーンとジョアンはよりを戻す。
侵入しようとしている部屋の中では、新年の挨拶を伝えるマークの母親と、マークが送ったクリスマスイブの暴動の映像を見た、仕事を寄越すというテレビ番組のプロデューサーからの留守電が吹き込まれている。マーク達は鍵を壊し、新年を迎えると同時に部屋に侵入することに成功するが、そこにベニーもやってくる。ベニーはミミと以前付き合っていたことを示唆し、ロジャーの感情を逆なでする。
一行はベニーを追い出し、機嫌を損ねたロジャーとミミの仲を修復させることにも成功するが、ミミはロジャーと部屋に戻る前に薬売りと会う。彼女はドラッグ中毒をまだ克服できていないことを隠していた。
バレンタインデー、ロジャーはミミと暮らしているが、ベニーに嫉妬し街を出ることを考え始める。モーリーンとジョアンは喧嘩ばかりで、ついに決裂する。エンジェルの体調は悪化し、コリンズは病院で尽くす。
ロジャーは帰りが遅かったミミを咎め、上の階に戻ってしまう。しかし、ミミもロジャーも、互いがいなければ自分はいないも同然と感情を吐露し、ロジャーはミミの部屋に戻る。
夏の終わり。留守電にプロデューサーから再度メッセージが吹き込まれる。ロジャーとミミ、そして一度はよりを戻したモーリーンとジョアンの間には、時が経つにつれ再び亀裂が入り、喧嘩別れする。そんな中で迎えたハロウィンに、マークはコリンズからエンジェルが死んだことを告げられる。
エンジェルの葬儀が執り行われ、皆はエンジェルの思い出を語る。マークはプロデューサーに仕事を受けると電話し、そして何故こんなことになったのだろう、自分は何故傍観者なのかと去年のクリスマスイブからのことを思い返す。
ロジャーはサンタフェに行くつもりだと告げ、それをきっかけに皆が言い合いを始める。最終的にマークとロジャー、二人の言い争いになるが、マークがロジャーは弱っていくミミから逃げようとしていると指摘するのを聞いたミミはロジャーに別れを告げ行方をくらまし、ロジャーもニューヨークを去る。
暫く後、マークはゴシップを扱うニュース番組に関わっていた。割り切れと自分に言い聞かせるがだんだん我慢が利かなくなってくる。一方、ロジャーも悶々とした日々を送っていた。マークは結局テレビ局の仕事を辞め、ロジャーもニューヨークに戻ってくる。
再びクリスマスイブがおとずれる。マークとロジャーは、1年前と同じ部屋にいた。ミミとの関係がバレたベニーは、アリソンに咎められ、ビルの所有権を失っていたのだ。
コリンズが現れ、エンジェルが遺した金が見つかったと二人にも分ける。コリンズはサンタフェに行ってレストランを開こうと、去年のクリスマスイブと同じ話をするが、ロジャーは結局ニューヨークが恋しくなると笑う。
行方不明だったミミが突然見つかるが、路上生活の影響で今にも命が尽きようとしていた。ロジャーはやっと曲が出来たとミミへの曲を歌う。聴いていたミミは事切れたかのように見えたが、突然息を吹き返し、エンジェルに会った、戻ってロジャーの歌を聴けと言われたと告げる。彼女の体調も回復しており、一同は喜びとともに「未来も過去もない、今を生きるだけ」と歌い上げて幕が下りる。

## 主な登場人物
- マーク（マーク・コーエン）
  - 映像作家を目指す主人公。舞台ではナレーター役も務め、映像で親しい友達たちと過ごした1年間を記録している。ロジャーのルームメイト。恋人モーリーンを、レズビアンであるジョアンに奪われたばかり。ユダヤ系、ストレート（異性愛者）。
- ロジャー（ロジャー・ディヴィス）
  - マークのルームメイト。元人気ロックバンドのリードボーカルだったが、付き合っていた女性の影響でヘロイン中毒になる。交際していた女性の死後に麻薬からは足を洗うが、HIV感染で引き籠りとなり「死ぬ前にただ一曲の名曲を書く」ことに没頭するようになるが、ひょっこり現れた下の階に住むミミに思いを寄せるようになる。WASP系ストレート、HIV陽性。
- コリンズ（トーマス・コリンズ）
  - 「コンピューター時代の哲学」を教える傍らハッカーを自認し、度々ふらりと旅に出る破天荒な大学講師。マークとロジャーの元ルームメイト。エンジェルと恋に落ちる。アフリカ系、ゲイ、HIV陽性。
- エンジェル（エンジェル・ドゥモット・シュナールド)
  - ストリートドラマーにしてドラァグクイーン。明るく優しい性格。コリンズと恋に落ちる。ヒスパニック系、ゲイ、HIV陽性。
- ミミ（ミミ・マルケス）
  - マークとロジャーの下の階に住む、ヘロイン中毒のゴーゴーダンサー。ロジャーと恋に落ちるが麻薬から抜け出せず、ふとしたすれ違いから、仲間にとっては「敵」であるベニーのもとへ。そして、ホームレスへと坂道を転げ落ちてゆく。ヒスパニック系、ストレート、HIV陽性。
- ベニー（ベンジャミン・コフィン 3世）
  - マーク、ロジャー、コリンズの元ルームメイトだった。しかしながら富豪の娘との婚姻により、かつて住んでいたビルの家主に。依然そこに住むマークとロジャーに滞納している家賃（レント）の支払いか立ち退きかを迫る。アフリカ系、ストレート。
- ジョアン（ジョアン・ジェファソン）
  - ハーバード大学出身のエリート弁護士。モーリーンの恋人だがモーリーンの奔放さに振り回され、その関係を見直し始める。アフリカ系、レズビアン。
- モーリーン（モーリーン・ジョンソン）
  - アングラパフォーマー。マークの元恋人で、かつてはマーク、ロジャー、コリンズ、ベニーと一つ屋根の下で暮らしていたこともある。マークを捨てて、現在はジョアンの恋人。WASP系、バイセクシュアル。

## 曲目
以下は『レント』の全曲目である。数字は曲順、「舞」は舞台、「映」は映画、「☆」はオリジナル ブロードウェイキャスト レコーディングのセレクト版に収録されている主要曲。映画版では多くの説明曲が台詞になったが、主要曲はすべてカバーされていることが分かる。
| 舞 | ☆ | 映 | 曲目                                                          | 奏者                                                                       | 注                         |
| -- | - | -- | ------------------------------------------------------------- | -------------------------------------------------------------------------- | -------------------------- |
| 1  |   |    | Tune Up #1 チューン・アップ #1                                | マーク、ロジャー                                                           |                            |
| 2  |   |    | Voice Mail #1 ボイス・メール #1                               | マークの母                                                                 |                            |
| 3  |   |    | Tune Up #1 チューン・アップ #2                                | マーク、ロジャー、コリンズ、ベニー                                         |                            |
| 4  | ☆ | 2  | Rent レント                                                   | マーク、ロジャー、ジョアン、コリンズ、ベニー                               |                            |
| 5  |   |    | You Okay Honey? ユー・オーケー・ハニー？                      | コリンズ、エンジェル                                                       |                            |
| 6  |   |    | Tune Up #3 チューン・アップ #3                                | マーク、ロジャー                                                           |                            |
| 7  | ☆ | 4  | One Song Glory ワン・ソング・グローリー                       | ロジャー                                                                   |                            |
| 8  | ☆ | 5  | Light My Candle ライト・マイ・キャンドル                      | ロジャー、ミミ                                                             |                            |
| 9  |   |    | Voice Mail #2 ボイス・メール #2                               | ジョアンの母                                                               |                            |
| 10 | ☆ | 6  | Today 4 U トゥデイ・フォー・ユー                              | エンジェル                                                                 |                            |
| 11 |   | 3  | You’ll See ユール・シー                                       | ベニー、マーク、ロジャー                                                   |                            |
| 12 | ☆ | 7  | Tango: Maureen タンゴ：モーリーン                             | ジョアン、マーク                                                           |                            |
| 13 | ☆ | 8  | Life Support ライフ・サポート                                 | エンジェル、コリンズ、マーク、ロジャー、サポートグループの参加者           |                            |
| 14 | ☆ | 9  | Out Tonight アウト・トゥナイト                                | ミミ                                                                       |                            |
| 15 | ☆ | 10 | Another Day アナザー・デイ                                    | ロジャー、ミミ                                                             |                            |
| 16 | ☆ | 11 | Will I? ウィル・アイ？                                        | サポートグループの参加者                                                   |                            |
| 17 |   |    | On The Street オン・ザ・ストリート                            | ホームレスたち、マーク、コリンズ、エンジェル                               |                            |
| 18 | ☆ | 12 | Santa Fe サンタフェ                                           | エンジェル、コリンズ                                                       |                            |
| 19 | ☆ | 13 | I’ll Cover You アイル・カヴァー・ユー                         | エンジェル、コリンズ                                                       |                            |
| 20 |   |    | We’re Okay ウィーアー・オーケー                               | ジョアン                                                                   |                            |
| 21 |   |    | Christmas Bells クリスマス・ベルス                            | ホームレスたち、路上の面々                                                 |                            |
| 22 |   | 14 | Over The Moon オーバー・ザ・ムーン                            | モーリーン                                                                 |                            |
| 23 | ☆ | 15 | La Vie Boheme ラ・ヴィー・ボエーム                            | キャスト全員                                                               |                            |
| 24 | ☆ | 16 | I Should Tell You アイ・シュッド・テル・ユー                  | ロジャー、ミミ                                                             |                            |
| 25 | ☆ | 17 | La Vie Boheme B ラ・ヴィー・ボエーム B                        | キャスト全員                                                               |                            |
| 26 | ☆ | 1  | Seasons Of Love シーズンズ・オブ・ラブ                        | キャスト全員                                                               | 映画版では主要キャスト八人 |
| 27 |   |    | Happy New Year ハッピー・ニュー・イヤー                       | マーク、ミミ、ロジャー、モーリーン、ジョアン、コリンズ、エンジェル         |                            |
| 28 |   |    | Voice Mail #3 ボイス・メール #3                               | マークの母、ダーリング夫人                                                 |                            |
| 29 |   |    | Happy New Year B ハッピー・ニュー・イヤー B                   | モーリーン、マーク、ジョアン、ロジャー、ベニー、ミミ、エンジェル、コリンズ |                            |
| 30 | ☆ | 19 | Take Me Or Leave Me テイク・ミー・オア・リーブ・ミー          | モーリーン、ジョアン                                                       |                            |
| 31 | ☆ | 18 | Seasons Of Love B シーズンズ・オブ・ラブ B                    | キャスト全員                                                               | 映画版では主要キャスト八人 |
| 32 | ☆ | 20 | Without You ウィザウト・ユー                                  | ミミ、ロジャー                                                             |                            |
| 33 |   |    | Voice Mail #4 ボイス・メール #4                               | ダーリング夫人                                                             |                            |
| 34 |   |    | Contact コンタクト                                            | コリンズ、モーリーン、ミミ、エンジェル、ロジャー、ジョアン                 |                            |
| 35 | ☆ | 21 | I’ll Cover You (Reprise) アイル・カヴァー・ユー（リプライズ） | コリンズ、ジョアン                                                         |                            |
| 36 |   | /  | Halloween ハロウィーン                                        | マーク                                                                     | 映画版編集の段階でカット   |
| 37 |   |    | Good Bye Love グッバイ・ラブ                                  | ミミ、ロジャー、ベニー、モーリーン、ジョアン、マーク、コリンズ             |                            |
| 38 | ☆ | 22 | What You Own ホワット・ユー・オウン                           | マーク、ロジャー                                                           |                            |
| 39 |   |    | Voice Mail #5 ボイス・メール #5                               | ロジャーの母、ミミの母、ジョアンの父、マークの母                           |                            |
| 40 |   | 23 | Finale フィナーレ                                             | ホームレスたち、マーク、ロジャー、コリンズ、モーリーン、ジョアン、ミミ     |                            |
| 41 |   | 24 | Your Eyes ユア・アイズ                                        | ロジャー                                                                   |                            |
| 42 | ☆ | 25 | Finale B フィナーレ B                                         | キャスト全員                                                               |                            |

- 舞台の一幕の切れは25番「La Vie Boheme B」。25分間の休憩の後、26番「Seasons Of Love」で二幕が開いた。
- なお、曲目で「〜 B」とあるのは、本来は一つだった曲が別の曲や場面などによって分割されて独立したもの。もともとは後半にあたるものだけに「B」がついていたが、映画版ではこれが一律に「〜 A」「〜 B」という表記に変更されている。

## オフブロードウェイ プロダクション
1996年1月26日、オフブロードウェイのニューヨーク・シアター・ワークショップでプレビュー公演初日、2月13日本演初日。

### キャスト
- マーク： アンソニー・ラップ  (Anthony Rapp)
- ロジャー： アダム・パスカル  (Adam Pascal)
- コリンズ： ジェシー・L・マーティン  (Jesse L. Martin)
- エンジェル： ウィルソン・ジャーメイン・ヘレディア  (Wilson Jermaine Heredia)
- ミミ： ダフニ・ルービン＝ヴェガ  (Daphne Rubin-Vega)
- ベニー： テイ・ディグス  (Taye Diggs)
- ジョアン： フレディ・ウォーカー  (Fredi Walker)
- モーリーン： イディナ・メンゼル  (Idina Menzel)

### スタッフ
- 原作・脚本・作詞・作曲・編曲： ジョナサン・ラーソン
- 監督・演出： マイケル・グライフ
- 音楽監督・追加編曲： ティム・ワイル
- 振付： マーリス・ヤービィ

## オリジナル ブロードウェイ プロダクション
1996年4月29日、ブロードウェイのネダーランダー劇場で本演初日。キャストとスタッフ全員がオフブロードウェイと全く同じ顔ぶれという珍しい「引っ越し公演」となった。

### キャスト
- マーク： アンソニー・ラップ
- ロジャー： アダム・パスカル
- コリンズ： ジェシー・L・マーティン
- エンジェル： ウィルソン・ジャーメイン・ヘレディア
- ミミ： ダフニ・ルービン＝ヴェガ
- ベニー： テイ・ディグス
- ジョアン： フレディ・ウォーカー
- モーリーン： イディナ・メンゼル

### スタッフ
- 原作・脚本・作詞・作曲・編曲： ジョナサン・ラーソン
- 監督・演出： マイケル・グライフ
- 音楽監督・追加編曲： ティム・ワイル
- 追加編曲： スティーブ・スキナー
- 振付： マーリス・ヤービィ

### 各賞
『レント』は1996年度の以下の各賞でノミネートされ、その多くを受賞している。
- ピューリッツァー賞 文学芸能部門
  - 最優秀戯曲：『レント』受賞
- トニー賞 ミュージカル部門
  - 作品賞：『レント』受賞
  - 脚本賞： ジョナサン・ラーソン 受賞
  - 作曲賞： ジョナサン・ラーソン 受賞
  - 監督賞： マイケル・グライフ
  - 振付賞： マーリス・ヤービィ
  - 照明賞： ブレイク・バーバ
  - 主演男優賞： アダム・パスカル
  - 主演女優賞： ダフニ・ルービン＝ヴェガ
  - 助演男優賞： ウィルソン・ジャーメイン・ヘレディア 受賞
  - 助演女優賞： イディナ・メンゼル
- ドラマデスク賞 ミュージカル部門
  - 作品賞：『レント』受賞
  - 脚本賞： ジョナサン・ラーソン 受賞
  - 作詞賞： ジョナサン・ラーソン 受賞
  - 作曲賞： ジョナサン・ラーソン 受賞
  - 編曲賞： スティーブ・スキナー 受賞
  - 監督賞： マイケル・グライフ
  - 衣装賞： アンジェラ・ウェント
  - 主演男優賞： アダム・パスカル
  - 主演女優賞： ダフニ・ルービン＝ヴェガ
  - 助演男優賞： ウィルソン・ジャーメイン・ヘレディア 受賞
  - 助演女優賞： イディナ・メンゼル
- シアターワールド賞
  - 新人男優賞： アダム・パスカル 受賞
  - 新人女優賞： ダフニ・ルービン＝ヴェガ 受賞
- ニューヨーク市批評家協会賞
  - 最優秀ミュージカル：『レント』受賞
- 市外批評家協会賞
  - 最優秀オフブロードウェイ ミュージカル：『レント』受賞
- ドラマリーグ賞
  - 最優秀ミュージカル：『レント』受賞
- オビー賞
  - 特別賞： 受賞（『レント』実現させた、脚本・作詞・作曲のジョナサン・ラーソン、監督のマイケル・グライフ、および15名のオリジナルキャストメンバーの功績を顕彰）

## 映画
クリス・コロンバス監督によりレボリューション・スタジオズが映画化、2005年11月に全米公開、2006年4月に日本公開された。ブロードウェイの主要オリジナルキャスト8名のうち6名が同じ役で出演した。

### キャスト
※印は舞台版オリジナルキャスト。ミミのオリジナル キャストのダフニ・ルービン＝ヴェガは妊娠を理由に、ジョアンのオリジナル キャストのフレディ・ウォーカーは年齢を理由に出演を辞退した。
- マーク：アンソニー・ラップ※
- ロジャー：アダム・パスカル※
- コリンズ：ジェシー・L・マーティン※
- エンジェル：ウィルソン・ジャーメイン・ヘレディア※
- ミミ：ロザリオ・ドーソン
- ベニー：テイ・ディグス※
- ジョアン：トレイシー・トムズ
- モーリーン：イディナ・メンゼル※

### スタッフ
- 原作・作詞・作曲：ジョナサン・ラーソン
- 監督：クリス・コロンバス
- 脚本：ジョナサン・ラーソン、スティーブン・チボスキー、クリス・コロンバス
- 製作：マイケル・バーナサン、クリス・コロンバス、ロバート・デニーロ
- 振付：キース・ヤング
- 衣裳：アジー・ロジャース

## 10周年記念チャリティー公演
開幕10周年を記念して、2006年4月24日、オリジナルキャスト全員がネダーランダー劇場の舞台上で再会し、一夜限りのチャリティー公演を行った。映画版には出演しなかったダフニ・ルービン＝ヴェガやフレディ・ウォーカーも登場するとあって、チケットは価格が1000〜2000ドル（約11万5000〜23万円） という高額であったにもかかわらず完売、200万ドル（約2億1000万円）を超える収益がジョナサン・ラーソンと関わりのあるジョナサン・ラーソン・パフォーミング・アート基金（才能ある劇作家の卵を支援する団体）、フレンズ・イン・ディード（HIV/AIDS や末期ガン患者を支援する団体）、ニューヨーク・シアター・ワークショップ（『レント』 を製作したワークショップ）の三非営利団体に寄付された。

## 2009年ブロードウェイツアー公演
アダム・パスカルとアンソニー・ラップがオリジナルブロードウェイプロダクションの各々の役（映画版の役と同様）を演じ、2009年1月にオハイオ州クリーブランドから始まったアメリカ合衆国内ツアーの公演。2007年夏に期間限定でブロードウェイにて行われた2人の出演公演の後、このツアーの出演契約が結ばれた。“Seasons Of Love”のオリジナル女性ソリスト、グウェン・スチュワートも同じ役で出演契約を結んでいる。その他、モーリーン役にニコレット・ハート、エンジェル役にジャスティン・ジョンストン、ミミ役にレクシー・ローソン、コリンズ役にマイケル・マックエルロイ、ベニー役にジャック・スミス、ジョアン役にハニーファ・ウッド、アンサンブル・キャストにカーマイン・アラーズ、トビー・ブラックウェル、アダム・ハルピン、トリーシャ・ジェフリー、テリー・リヨン、カレン・タケット、ジェド・レスニック、アンディ・セニョール、高良結香、ジョン・ワトソンらが現在（2009年2月）同ツアー公演に出演している。
2009年1月6日からのクリーブランド（オハイオ州）以降の公演地は、バッファロー(ニューヨーク州)、ダーラム、シャーロット（ノースカロライナ州）、フィラデルフィア（ペンシルベニア州）、ニューアーク（ニュージャージー州）、デトロイト（ミシガン州）、ロサンゼルス、サンディエゴ（カリフォルニア州）、テンピ（アリゾナ州）、ミネアポリス（ミネソタ州）、シカゴ（イリノイ州）、ピッツバーグ（ペンシルベニア州）、ローチェスター（ニューヨーク州）、ヒューストン、ダラス、オースティン（テキサス州）、ワシントンD.C.、セントルイス（ミズーリ州）、デンバー（コロラド州）、シアトル（ワシントン州）、ポートランド（オレゴン州）、タンパ（フロリダ州）、ボストン（マサチューセッツ州）、スケネクタディ (ニューヨーク州)で、2009年8月2日までの25都市17州で行われる。その後、東京の赤坂ACTシアターに場所を移し、2009年8月7日から30日まで上演される。

## 各国版プロダクション
各国版の『レント』が上演された国は次の通り（2007年4月現在、五十音順）： アイスランド、アイルランド、イギリス、オーストラリア、韓国、スウェーデン、スペイン、中国、ドイツ、日本、ハンガリー、フィリピン、フィンランド、ポルトガル、メキシコ、キューバ。

## 日本版プロダクション
「Breakthrough Musical RENT, Japan Tour」版
- レント・プロジェクト・ジャパンの制作で、1998年に初演。1999年に再演される。
- 演出はマーサ・ベンタ、振付はシェリー・ウィリアムス、音楽監督は深沢桂子が担当。
- 2002年にはガラコンサート「RENT Gala: The Concert Selections from RENT, The Musical by Jonathan Larson」も行なわれ、山本耕史、宇都宮隆、Tsukasa、石原慎一、KOHJIRO、泉見洋平の他、アンソニー・ラップなども出演した。

エリカ・ショミット演出版
- 東宝とシアタークリエが、新キャストによる日本版『レント』を2008年に上演。以降は、東宝制作となっている。
- 2010年の公演では、ロジャー役のAnisが声帯炎により10月21日〜11月14日まで休演となった。これに伴い、10月21日〜24日は、ダブルキャストのRyoheiが代役を務めたが、10月23日の13時公演は中止となった。10月26日〜11月14日分については、藤岡正明が代役を務め、11月16日からは復帰した[3]。

マイケル・グライフ演出版
- 東宝の制作で2012年に初上演[4]。以降、2015年、2017年、2020年（関係者内の新型コロナウイルス陽性者複数確認により途中中止[5]）、2023年に再演。2026年再演予定。地方公演は都度上演される地方と劇場に変化があるが、東京公演は2023年公演現在毎回シアタークリエで行われている。
- オリジナル演出家であるマイケル・グライフによる新演出版であり、毎回全キャストがオーディションで決定される。

### キャスト＆スタッフ
|              | 1998年                                                                      | 1999年                                                       | 2008年                                                                       | 2010年                                                 | 2012年                                                                 | 2015年                                                   | 2017年                                                       | 2020年                                                | 2023年                                                 | 2026年             |
| ------------ | --------------------------------------------------------------------------- | ------------------------------------------------------------ | ---------------------------------------------------------------------------- | ------------------------------------------------------ | ---------------------------------------------------------------------- | -------------------------------------------------------- | ------------------------------------------------------------ | ----------------------------------------------------- | ------------------------------------------------------ | ------------------ |
| マーク       | 山本耕史                                                                    | 山本耕史                                                     | 森山未來                                                                     | 福士誠治                                               | 賀来賢人                                                               | 村井良大                                                 | 村井良大                                                     | 花村想太（Da-iCE) 平間壮一                            | 花村想太（Da-iCE) 平間壮一                             |                    |
| ロジャー     | 宇都宮隆 渡辺忠士                                                           | 宇都宮隆                                                     | K Ryohei                                                                     | Anis （代役：藤岡正明 ） Ryohei                        | Julian 中村倫也                                                        | 堂珍嘉邦 (CHEMISTRY) ユナク                              | 堂珍嘉邦 (CHEMISTRY) ユナク                                  | 堂珍嘉邦 (CHEMISTRY) 甲斐翔真                         | 古屋敬多(Lead) 甲斐翔真                                |                    |
| コリンズ     | 石原慎一                                                                    | 石原慎一                                                     | 米倉利紀                                                                     | 米倉利紀                                               | TAKE (Skoop On Somebody) 加藤潤一                                      | TAKE (Skoop On Somebody) 加藤潤一                        | 光永泰一朗                                                   | 加藤潤一 光永泰一朗                                   | 加藤潤一 SUNHEE                                        |                    |
| エンジェル   | KOHJIRO                                                                     | 藤重政孝                                                     | 辛源 田中ロウマ                                                              | 中島卓偉 田中ロウマ                                    | ヨウスケ・クロフォード 田中ロウマ                                      | 平間壮一 IVAN                                            | 平間壮一 丘山晴己                                            | RIOSKE （COLOR CREATION) 上口耕平                     | 百名ヒロキ RIOSKE （COLOR CREATION)                    |                    |
| ミミ         | 浜口司（TSUKASA）                                                           | 浜口司（TSUKASA）                                            | DEM Jennifer Perri                                                           | Jennifer ソニン                                        | 石田ニコル Jennifer                                                    | Jennifer Sowelu                                          | Jennifer 青野紗穂                                            | 遥海 八木アリサ                                       | 遥海 八木アリサ                                        |                    |
| ベニー       | KONTA                                                                       | 泉見洋平                                                     | 白川侑二朗（白川裕二郎）                                                     | 白川侑二朗（白川裕二郎）                               | Spi                                                                    | Spi                                                      | NALAW（CODE-V）                                              | SUNHEE 吉田広大                                       | 吉田広大                                               |                    |
| ジョアンヌ   | 坪倉唯子                                                                    | 浦嶋りん                                                     | Shiho                                                                        | Shiho                                                  | 西国原礼子                                                             | 宮本美季                                                 | 宮本美季                                                     | 宮本美季                                              | 塚本直                                                 |                    |
| モーリーン   | 森川美穂                                                                    | La Pearl                                                     | Mizrock 望月英莉加                                                           | キタキマユ Miz                                         | 上木彩矢 ソニン                                                        | 上木彩矢 ソニン                                          | 上木彩矢 紗羅マリー                                          | フランク莉奈（佐竹莉奈） 鈴木瑛美子                   | フランク莉奈（佐竹莉奈） 鈴木瑛美子                    |                    |
| その他出演者 | 小西教之・森川隆次 Tina・Mink 山崎ちか・MITCH QUMOlangma・KEICO 渡辺健・"J" | 小西教之・山崎ちか SATOMI・杉岡芳樹 畠中裕一・ Ryo-co Rikito | 安崎求・Eliana 彼方リキト・中村桃花 戸室政勝・YOKO 高良舞子・田村雄一 Junear | 安崎求・Eliana Junear・中村桃花 汐美真帆・spi 戸室政勝 | 千葉直生 伊藤友樹 海宝直人 小林由佳 セキグチタケオ 高城奈月子 田代絵麻 | 新井俊一 千葉直生 小林由佳 MARU 奈良木浚赫 岡本悠紀 都乃 | 新井俊一 千葉直生 小林由佳 MARU 奈良木浚赫 岡本悠紀 長尾哲平 | 奈良木浚赫 ICHI コリ伽路 小熊綸 吉田華奈 吉原シュート | チャンヘ 長谷川開 小熊綸 ロビンソン春輝 吉田華奈 Zinee |                    |
| 演出         | マーサ・ベンタ                                                              | マーサ・ベンタ                                               | エリカ・ショミット                                                           | エリカ・ショミット                                     | マイケル・グライフ                                                     | マイケル・グライフ                                       | マイケル・グライフ                                           | マイケル・グライフ                                    | マイケル・グライフ                                     | マイケル・グライフ |
| 日本語訳詞   | 松田直行                                                                    | 松田直行                                                     | 吉元由美                                                                     | 吉元由美                                               | 吉元由美                                                               | 吉元由美                                                 | 吉元由美                                                     | 吉元由美                                              | 吉元由美                                               |                    |
| 振付         | シェリー・ウィリアムス                                                      | シェリー・ウィリアムス                                       | 辻本知彦                                                                     | 辻本知彦                                               | ラリー・ケイグウィン                                                   | ラリー・ケイグウィン                                     | ラリー・ケイグウィン                                         | ラリー・ケイグウィン                                  | ラリー・ケイグウィン                                   |                    |
| 音楽監督     | 深沢桂子                                                                    | 深沢桂子                                                     | 池上地嘉子                                                                   | 池上地嘉子                                             | 佐藤真吾                                                               | 佐藤真吾                                                 | 佐藤真吾                                                     | 佐藤真吾                                              | 佐藤真吾                                               |                    |
| 制作         | レント・プロジェクト・ジャパン                                              | レント・プロジェクト・ジャパン                               | 東宝 小嶋麻倫子                                                              | 東宝 小嶋麻倫子                                        | 東宝                                                                   | 東宝                                                     | 東宝                                                         | 東宝                                                  | 東宝                                                   | 東宝               |

### 公演情報（2008年以降）
- 2008年[27]
  - 11月7日～12月30日：シアタークリエ（東京）
  - 2009年1月8日～1月12日：イオン化粧品 シアターBRAVA！（大阪）

- 2010年[28]
  - 10月7日～11月23日：シアタークリエ（東京）
  - 11月26日～12月1日：兵庫県立芸術文化センター（兵庫）
  - 12月4日～12月5日：オーバードホール（富山）
  - 12月11日～12月12日：まつもと市民芸術館（長野）
  - 12月15日～12月16日：中日劇場（愛知）

- 2012年[29]
  - 10月30日～12月2日：シアタークリエ（東京）
  - 12月6日～9日：兵庫県立芸術文化センター　阪急中ホール（兵庫）

- 2015年[7]
  - 9月8日～10月9日：シアタークリエ（東京）
  - 10月16日～18日：森ノ宮ピロティホール（大阪）

- 2017年[30]
  - 7月2日～8月6日：シアタークリエ（東京）
  - 8月10日：愛知県芸術劇場 大ホール（愛知）
  - 8月17日～22日：森ノ宮ピロティホール（大阪）
  - 8月26日～27日：福岡市民会館（福岡）

- 2020年[9]（※11月16日夜公演以降は新型コロナウイルス陽性者が関係者に複数人発生した影響で全公演中止）
  - 11月2日～12月6日：シアタークリエ（東京）
  - 12月11日～12月12日：愛知県芸術劇場 大ホール（愛知）

- 2023年[10]
  - 3月8日～4月2日：シアタークリエ（東京）
  - 4月7日～4月9日：新歌舞伎座（大阪）
  - 4月12日～4月13日：愛知県芸術劇場 大ホール（愛知）

## 伝説とエピソード

### 構想からワークショップへ
- 『レント』の企画は、劇作家ビリー・アロンソンが1988年に着手したロックオペラ構想に基づいている。翌89年になって当時29歳だったジョナサン・ラーソンが作曲者として加わり、彼はこれに二つの重要な決定をもたらした。一つはタイトルを『ラ・ボエーム』から『レント』に替えること、そしてもうひとつは舞台をアッパー・ウエスト・サイドからより現実味のあるイーストヴィレッジへ移すというものだった。それはとりもなおさず、ヴィレッジに住むラーソン自身が毎月の家賃の工面に苦労していたからにほかならない。
- この時期の『レント』の筋書きはプッチーニの『ラ・ボエーム』とほぼ平行したものとなっており、初っ端にロックミュージシャンのロジャー（オペラでは詩人のロドルフォ）と映像作家のマーク（オペラでは画家のマルチェロ）が寒いといって原稿を燃やすところから、大学で哲学を教えるコリンズ（オペラでは哲学者のコッリーネ）がひょっこり帰ってきて、ドラマーのエンジェル・ドゥモット・シュナルド（オペラでは音楽家のショナール）がうるさいペットを殺して金を稼ぐ話を披露、その後ロウソクや落とし物があってロジャーとミミ（オペラでもミミ）が出会うところまで、まったく同じような展開となっている。
- 「ボヘミアン イーストヴィレッジ」が終焉を迎えつつあった1991年頃になると、ラーソンはプッチーニの『ラ・ボエーム』という足かせから逃れて、もっと自由なかたちで当時のイーストヴィレッジとそこに生きる人々の現実を描きたいと考えるようになる。そこで彼は、将来この企画がブロードウェイで興行収益を上げる成功を得た際にはアロンソンにも収益の歩合を確保するという条件のもとに、『レント』をラーソン個人の単独企画とすることに合意をえた（つまり買い取った）。これ以降の『レント』は、『ラ・ボエーム』のプロットとは特に関係のない、ラーソンのオリジナル脚本である。
- ジョナサン・ラーソンが『レント』のために書いた曲は300曲にものぼるという。最終的にそのうちの42曲が舞台に登ったが、これは通常のミュージカルを構成するのが平均で15〜25曲であるのと較べると格段に多い。
- 『レント』の音楽は、個々の歌のスタイルが非常にバリーションに富んでいることが特徴的である。例えば、“Rent”はロックンロール、“One Song Glory”はバラード、“Light My Candle”はチャチャ、“Today 4 U”はディスコ、“Tango: Maureen”はタンゴ、“Out Tonight”はポップ、“Santa Fe”はR&B、“La Vie Boheme”は典型的なショーチューン、“Seasons Of Love”はゴスペル、“Without You”はフォークと、それぞれ異なるスタイルで書かれており、これらをすべて一人で書き上げて編曲までしたジョナサン・ラーソンの非凡な才能が窺える[31]。
- 曲目の中には、ちょっとした「アクシデント」で書かれたものもあった。ある日ジョナサン・ラーソンは親しいアフリカ系の女性の友人と『レント』の曲目について意見を交換していた。この友人は、ラーソンがどんなスタイルの曲でも書けることに感心しつつも、「でもゴスペルだけはきっと無理」とからかい半分に言った。2週間後、彼女と再会したラーソンが「こんな感じ？」とピアノで弾き語ってみせたのが、“Seasons of Love” だった。
- 一方『レント』の振り付けでは、登場人物がしきりとテーブルの上に乗るのが特徴的である。これはワークショップ期のレントの舞台装置が非常に簡略で、舞台の中央にあるものといえば本読みテーブルぐらいなものだった時代の名残りである。ワークショップで試行錯誤を繰り返しながら形成されていった 『レント』の脚本は、朝令暮改で変わることが多かった。しかも『レント』の歌は歌詞のほぼ各行が韻を踏んでいるため（各行踏韻は大変なため、昨今のミュージカルナンバーではほぼ皆無である）、オリジナルキャストはころころ変わる台詞や歌詞がなかなか覚えきれなかったため、リハーサルでは脚本と楽譜が置いてあった中央のテーブルにしきりと近寄った。その舞台上の滑稽な動きがユニークな伝統として引き継がれ、これがブロードウェイや映画でも踏襲されている。
- ジョナサン・ラーソンは、高校時代からの親友がゲイでHIV陽性だったり、エイズで何人かの友人を失ったり、付き合っていた恋人の女性をレズビアンに奪われるなどの体験をしており、こうしたラーソン個人の経験や想い出が『レント』には数多く織り込まれている。
- ライフサポートのミーティングに脇役で登場するアリ、ゴードン、パム、スーの四人のキャラクターの名前は、実際にエイズで死亡したラーソンの親しい友人の名前である。またラーソンは取材のため実際にこうしたライフサポートのミーティングに何度か参加しているが、ある日参加者の男性が「ぼくは死ぬことは怖くないし、みんなを残して先に逝くことも恐れはしない。でもぼくが（病気の進行によって）人としての尊厳を失ってしまうことは怖くて仕方ないんだ (I’m not afraid to die, and I’m not afraid to leave everyone behind, but I am afriad of losing my dignity.)」と発言した。この一言が心に残ったラーソンはその日のうちに“Will I?”を書き上げており、歌詞の中にはこの男性の実際の言葉が引用されている。

| ジェシー・L・マーティン |  | アンソニー・ラップ |
| ジェシー・L・マーティン |  | アンソニー・ラップ |

- ニューヨーク・シアター・ワークショップを通じて助成金がおり、『レント』 が本格的なプロダクションとなるまで、ジョナサン・ラーソンは軽食レストランでウェイターとして働き、チップで細々と生活を支えながら『レント』を書いていた。そのレストランにある日見習いウェイターとしてやって来たのが、後にコリンズ役を演じることになる、ジェシー・L・マーティンだった。またニューヨーク・シアター・ワークショップのチケット窓口でアルバイトとして案内やチケット販売などの手伝いをしていたのが、後にマーク役を演じることになるアンソニー・ラップだった。[要出典]
- ロジャー役にキャスティングされたアダム・パスカルは、ロックバンドのリードボーカルをつとめており、舞台経験のない素人役者だった。

### オフブロードウェイからブロードウェイへ
- 7年間の試行錯誤の末、ジョナサン・ラーソンは彼の初の本格的ミュージカルである『レント』をオフブロードウェイのプレビュー公演にこぎつけた。1996年1月24日の晩、ラーソンは体調不良で気分がすぐれないのをおしてタクシーで劇場にかけつけ、最後のドレスリハーサルを見届けたあと、劇場でニューヨークタイムス紙の劇評記者の取材に応じる。その約1時間後、翌1月25日未明、『レント』の開幕を同日夕刻にひかえたその日に、自宅に戻ったラーソンはキッチンで倒れ、35年の生涯を終えた。胸部大動脈瘤破裂。直前の2週間に2度も倒れて救急病棟に駆け込んでいたのにもかかわらず、医者はインフルエンザや過労と誤診、この命に関わる重大疾患を見落としていた。
- 作者の急逝という悲報を受けて、1月25日のプレビュー初日は急遽、キャスト全員が舞台上に横一列に座ったまま台詞や歌を読み上げ歌い上げるという、リーディング（本読み）形式による追悼公演に変更となった。しかし中盤の“La Vie Boheme”にさしかかると、内なる興奮を抑えきれないキャストは一斉に踊りはじめ、そのまま大詰めまで演じきった。最後のカーテンコールで、観客の一人が “Thank you Jonathan Larson”（「ありがとう、ジョナサン・ラーソン」）の一言を口にすると、舞台や客席の他の人々もこの言葉を口にして、劇場は拍手喝采につつまれた。この “Thank you Jonathan Larson” の一句は、今日でも世界各地で上演される『レント』のカーテンコールで舞台上にスライドで投影される伝統になっている。映画版でもエンドクレジットの最後にこの一句が挿入されている。
- この『レント』の初演（1996年1月26日プレビュー初日、2月13日本演初日）は、奇しくもプッチーニの『ラ・ボエーム』の初演（1896年2月1日）から100年目にあたっていた。
- ニューヨークタイムス紙の絶賛と、オフブロードウェイ公演の成功を推進力に、3カ月後『レント』はミッドタウンのブロードウェイに進出したが、ここでプロデューサーと監督は、ワークショップの時からラーソンと共に主要登場人物を創造してきたキャスト全員をそのまま再登用するという、ブロードウェイでは珍しいキャスティングを行った。ラーソンの思いを継承した俳優たちが、以後10年を越えるロングランとなったこのミュージカルの原動力の一因にもなった。

### 映画化
- 『レント』映画化の企画は、1997年以降湧いては涸れて、毎年のように一進一退を繰り返していた。いつも問題となったのが脚本と配役で、中にはスパイク・リー監督、マーク・アンソニー（ロジャー）、ジャスティン・ティンバーレイク（マーク）、クリスティーナ・アギレラ（ミミ）出演という、アイドル路線の企画まであったという。そんな中で、『レント』を『レント』たらしめた最大の要因である、ジョナサン・ラーソンのストーリーとオリジナルキャストに固執し、一度はそのために監督の仕事を棒に振り、最後にはそのために監督の椅子を得たのが、クリス・コロンバスだった。このため映画版『レント』は舞台形成期からの主要キャストの大多数を三たび呼び戻すという、前代未聞のミュージカル映画となった。
- 舞台の『レント』の世界を極力そのままのかたちで映画に再現することに、使命感のようなものをもって挑んだクリス・コロンバス監督だったが、その理由を本人は「自分もレントヘッド」で、また「かつてはイーストヴィレッジに寝起きするボヘミアンの一人だった」からだと説明している。
- エンジェル役のウィルソン・ジャーメイン・ヘレディアは、『レント』のキャスト中唯一トニー賞（ミュージカル部門最優秀助演男優）を受賞した役者であるにもかかわらず、その後の役者活動をほとんど止めてしまった唯一の俳優でもある。何年も舞台から遠ざかって引退同然だった36歳の男性が、いきなり女装・ハイヒールで“Today 4 U”のステップとドラムスティックさばきをテイク・ワンで見事にきめたのには、クリス・コロンバス監督も驚き、これを絶賛したという。ただしテイク・ツーではヘレディアが床からテーブルの上にジャンプするところで脛をテーブルの角に強打して撮影は中止となり、テイク・ワンがそのまま映画で使われることになった。
- 映画版でジョアン役を演じてその声域を発揮したトレーシー・トムズは、それまでにも幾度となく舞台の『レント』のオーディションを受けては落ちていた。それでも諦めなかったのは、本人いわく「重度のレントヘッドだったから」である。映画版での好演を受けて、トムズはその3年後に念願のブロードウエイの舞台で同じジョアン役を演じることになる。
- クリス・コロンバス監督は、映画版でいちばん難しかったのは「舞台と映画では感情移入の許容量が大きく違う」ことだったと語っている。友情、出会い、恋、そしてイベントの成功など、『レント』 の前半ではボヘミアニズムを謳歌する主人公たちの「明るく楽しい」暮らしぶりが描かれているが、後半ではこれがうってかわって、口論、破局、麻薬、失踪、病い、そして死などといった、現実に打ちひしがれる彼らの「暗く哀しい」部分が浮き彫りにされる。それらを語る数々の感情的な曲がたたみかけるように観客を襲う後半の展開は、舞台では必要な「盛り上げ」の手法であっても、映画では困った「やりすぎ」の演出になってしまう。実際、ひととおりの編集作業を終えたコロンバス監督は、出来上がったものを観て「ラストにさしかかる頃には自分でもくたくたになった」と打ち明けている。こうした事情から、マークが“Halloween”を歌う墓地でのシーンは編集の最終段階でカットされた（このシーンはDVD版にボーナスシーンとして収録されている）。

### ポップカルチャーとしての『レント』
- 『レント』が上演されていたブロードウェイ西41丁目通りのネダーランダー劇場では、1階席と2階席の前方が110ドル（約1万2100円）前後、2階席後方でも55ドル前後の値段だったが（2008年9月の終演時の価格、当時の平均的為替レート1米ドル＝110円で計算）、最前列の2列は特別に20ドル（約2200円）の当日券に設定されていた。これは生前「お金に余裕がない学生やブロードウェイにあまり縁がない若い人たちにも楽しんでもらいたい」と割引チケット案を提唱していたジョナサン・ラーソンの意志を継いだものである。開幕当初は最前列特別当日券を目当てにした徹夜組や連泊組の若者で、ネダーランダー劇場の周辺はキャンプ場さながらの様相を呈していた。この若者たちが「レントヘッド」の元祖である。後に警備上の問題からこの「先着順」は「抽選制」に代わったが、この伝統は現在でもツアー公演が行われる全米各都市の劇場や、各国版が上演される外国都市の劇場でも基本的に踏襲されている。チャリティー価格2000ドル（約22万円）という高額チケットで話題となった十周年記念公演でも、最前列の二列はやはり20ドルの当日券で、その徹底ぶりが評判となった。
- エンジェルが歌う“Today 4 U”では、金持ちの夫人から頼まれて近所のうるさい犬を「黙らせて」金を稼いだことが得意げに語られる。これは『ラ・ボエーム』でショナールが英国紳士から頼まれてうるさいカナリアを殺して金を稼ぐ話を下敷きにしているのだが、このカナリアが『レント』では「秋田犬のエビータ（Akita-Evita）」になっている。これには1980年代中頃から90年代はじめのニューヨークの世相が反映されている。当時ブロードウェイは低迷期にあり、国産の新作ミュージカルの多くは伸び悩んでいた。そんな中、ロンドン発の『キャッツ』、『スターライト・エクスプレス』、『オペラ座の怪人』、『サンセット大通り』などは好調で、これらを書いたアンドルー・ロイド・ウェバーの一人勝ち状態にあった。そのウェバーの地位を不動のものにした作品が『エビータ』である。つまり「近所のうるさいエビータ」には「どこからも聞こえくるロイド・ウェバーのメロディー」を素直に喜べなかった当時のニューヨークの舞台関係者たちの本音が表されている。このEvitaに韻を踏ませたのがAkitaであるが、当時アメリカでは飼い主に忠実で信頼できる高級番犬として秋田犬が注目を集めており、ニューヨークの金持ちの間では一種のブームとなっていた。
- この“Today 4 U”にはジョナサン・ラーソンの時代考証ミスが含まれている。歌詞の中で「…誇りに満ちたエビータは、まるで悲壮に浸ったテルマとルイーズのように、23階の窓の縁から真っ逆さまに飛び降りた… (After an hour, Evita, in all her glory, On the window ledge of that 23rd story, Like Thelma and Louise did when they got the blues, Swan dove into the courtyard of the Gracie Mews.)」とあるが、テルマとルイーズというのは映画『テルマ&ルイーズ（Thelma & Louise）』のラストシーンへの言及である。この映画が公開されたのは1991年だったが、1991年の時点でボヘミアンイーストヴィレッジはすでに終焉をむかえており（次項参照）、『レント』のようなストーリーが展開することはほぼ不可能な状況だった。ラーソンもあとになってこのエラーに気がつき、『レント』は「12月24日からちょうど1年間」のイーストヴィレッジに繰り広げられるという、年代を曖昧な表現にした。しかし映画化にあたってクリス・コロンバス監督は時代設定の必要性から、あえて脚本を「1989年の12月24日からちょうど一年間」と改めている。
- 警官隊によるモーリーンのパーフォーマンス騒動の鎮圧と、その一部始終をマークが撮影してこれが彼の成功のきっかけになるというエピソードも、実際に起こった事件を下敷きにしている。1988年8月6日深夜から7日未明にかけて、イーストヴィレッジでトンプキンズスクエア暴動が起きた。これは、イーストヴィレッジの中心に位置するトンプキンズスクエアパークに居座っていたホームレスたちを警官隊が追い出そうとしたところ、「反発した地元ボヘミアンたちが暴徒化して衝突」、重軽傷者44人を出した事件である。ところがその一部始終をビデオに撮っていた近隣の住民がおり、これをテレビ局に持ち込んだことから大騒動となった。そこに記録されていたのは暴徒化したボヘミアンの姿ではなく、群衆に過剰反応して無抵抗な市民を警棒でめった打ちにする警官隊の姿だったのである。この事件後「ボヘミアンイーストヴィレッジ」は急速に終焉に向かうこととなる。
- モーリーンが披露する“Fly over the Moon”というマルチメディア パフォーマンス アートは、一般に過剰演技だと思われがちだが、実際の当時のニューヨークのアングラアートシーンを知る者を思わずニヤリとさせるほどリアリティーに溢れるパフォーマンスとなっている。なおミュージカル映画では、先に録音しておいた歌に合せて撮影時に役者が口パクで演技をするのが通常だが、この“Fly over the Moon”に限っては実際に撮影中にライブ録音された音声がそのまま映画で使われている。イディナ・メンゼルは“完璧なパフォーマンス”を披露するために、撮影ではこのシーンを7回も繰り返している。
- 劇中では敵役を演じるテイ・ディグス（ベニー）とイディナ・メンゼル（モーリーン）は、『レント』 での共演が縁で交際を始め、2003年に結婚、おしどり夫婦としてニューヨークでは有名なセレブカップルだったが、2013年に離婚している。
- 第一幕の切れ（映画では前半の終わり）でキャスト全員が “La Vie Boheme” を歌うシーンの舞台になったライフ・カフェ (Life Cafe) は、イーストヴィレッジの東10丁目通りとアヴェニューBの角に実在するレストランである。オフブロードウエイ版が製作上演されたニューヨーク・シアター・ワークショップからほど近く、ラーソン本人をはじめスタッフや俳優たちが仕事開けに毎晩のように通った行きつけの場所だったことから、ラーソンはこれに敬意を表して劇中にそのままの名で登場させた。映画版ではこの実在のライフ・カフェの外観をロケ撮影。内部のシーンはセットで撮影したが、実物よりも格段と広いことを除けば、その内観は1996年当時のライフ・カフェとほぼ変わらないものとなっている。

なお：
- 日本のプログラムや種々の解説書では、“Joanne”をフランス語読みで「ジョアンヌ」と表記しているが、実際の英語の発音も、原作の発音も、すべて「ジョアン」の方が発音としては近い[32]。
- 日本のプログラムや種々の解説書では、エンジェル役を演じたWilson Jermaine Herediaのミドルネーム“Jermaine”を、「ジェレマイン」と表記しているが、実際の発音は「ジャーメイン」が近い[33]。